# Папуга синьокрилий
Папу́га синьокрилий (Touit huetii) — вид папугоподібних птахів родини папугових (Psittacidae). Мешкає в Південній Америці.

## Опис
Довжина птаха становить 15-16 см. Забарвлення переважно зелене, груди і живіт жовтувато-зелені. Обличчя фіолетово-синє, тім'я і скроні жовтуваті, шия оливково-коричнева. Покривні пера крил темно-сині, махрові пера чорні з зеленими краями. Хвіст має клиноподібну форму, центральні стернові пера зелені, решта червоні, кінчик хвоста чорний, нижні покривні пера жовті. Очі темно-карі, навколо очей кільця білуватої голої шкіри. Дзьоб жовтувато-роговий, на кінці сірий, лапи сірі. У самиць стернові пера не червоні, а жовтувато-зелені. Забарвлення молодих птахів загалом є подібним до забарвлення самиць, лоб і обличчя у них зелені.

## Поширення і екологія
Синьокрилі папуги мешкають на півночі Венесуели, в Гвіані і північній Бразилії (долина Ріу-Бранку), на заході Амазонії (південно-східна Венесуела, схід Колумбії, Еквадору і Перу, північний захід Болівії, крайній захід Бразилії) та в центральній і південній Бразильській Амазонії. Вони живуть у вологих рівнинних тропічних лісах і на узліссях, на висоті до 900 м над рівнем моря, місцями на висоті до 1300 м над рівнем моря. Зустрічаються зграями від 12 до 50 птахів, ведуть кочовий спосіб життя. Живляться плодами, насінням, ягодами і горіхами.

## Збереження
МСОП класифікує цей вид як вразливий. Синьокрилим папугам загрожує знищення природного середовища.